# Groupe Limite
 (août 2023).
Le groupe Limite est un collectif d'auteurs de science-fiction francophones, actif dans les années 1980.

## Historique
D'abord cellule informelle constituée de Jacques Barbéri, Lionel Evrard, Emmanuel Jouanne, Frédéric Serva et Jean-Pierre Vernay, il s'organise en 1986 en véritable groupe en s'adjoignant Francis Berthelot et Antoine Volodine. Leur objectif était notamment d'introduire des préoccupations formelles et politiques au sein d'un genre qui passait alors pour ne pas en avoir.
En 1987, ces 7 écrivains publient en guise de manifeste un recueil de 14 nouvelles, Malgré le monde, qui présentait la particularité de ne pas imputer les nouvelles à leur auteur réel, mais au collectif. Le recueil connait un accueil mitigé qui conduit peu ou prou à la dissolution du groupe. Malgré cet échec relatif, les écrivains membres de Limite ont souvent reconnu l'influence des réflexions collectives sur leur œuvre ultérieure.